# Ruta marítima

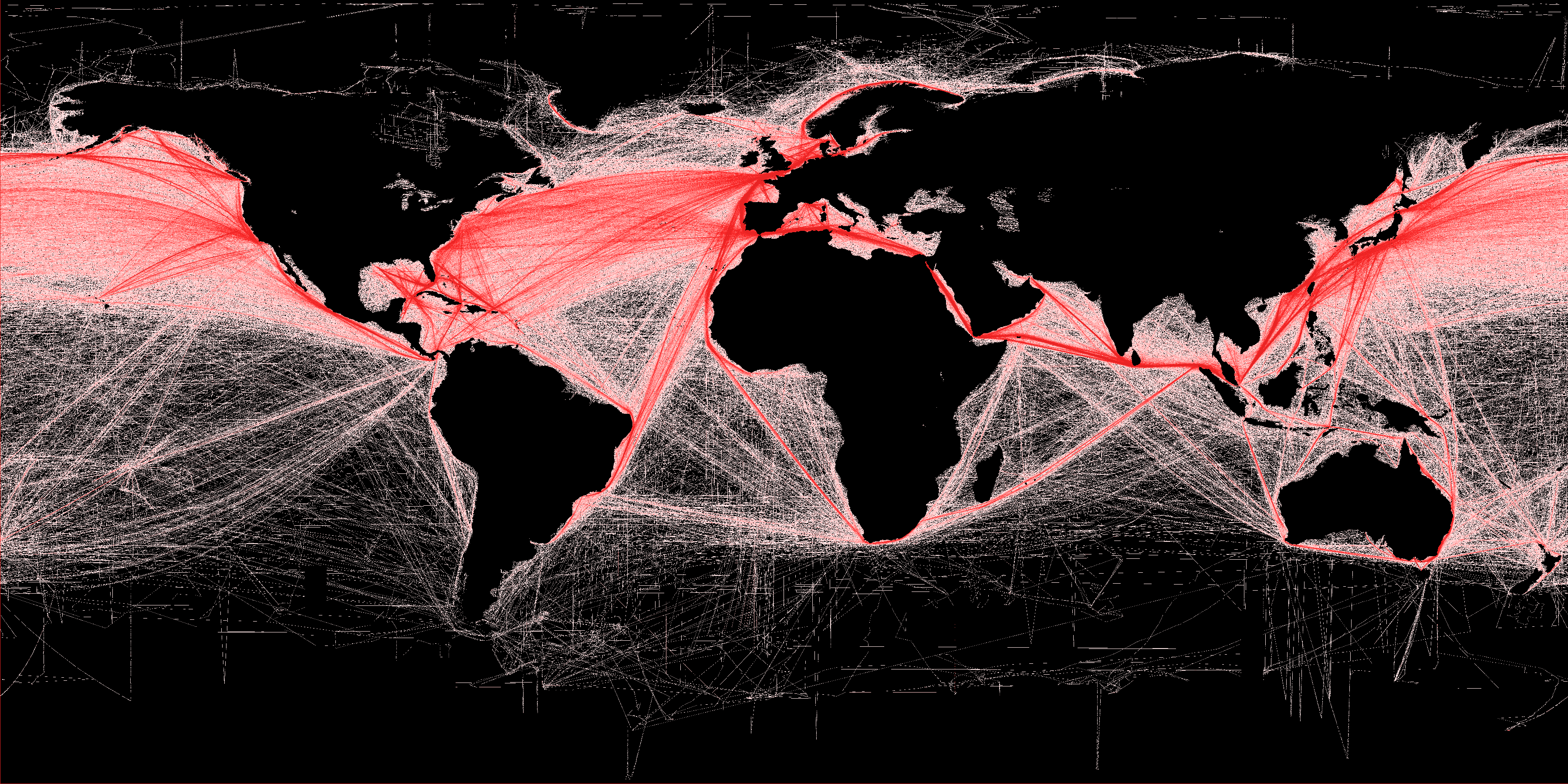
Densidad de transporte marítimo (comercial).

Se denomina Ruta marítima a la empleada por los buques mercantes en su tráfico comercial.
Las rutas marítimas son el resultado de contemplar variados factores entre otros:
- Economía de combustible.
- Factores climatológicos y oceanográficos (corrientes marítimas, estadísticas de vientos predominantes, presencia de hielos flotantes, etcétera).
- Factores legales (líneas de máxima carga).
- Cercanía a puertos intermedios para el caso de tener que efectuar recaladas forzosas para recibir asistencia o auxilio de tierra etc

El estudio de todos estos factores hace que el grueso de la navegación comercial se concentre en verdaderos corredores oceánicos que unen los puntos más conspicuos del globo en cuanto a densidad de tráfico.
Algunos ejemplos de rutas marítimas son el canal de Panamá, el estrecho de Gibraltar, el canal de Suez, el estrecho de Ormuz, el estrecho de Singapur, el estrecho de Magallanes, el estrecho de Torres, 
el canal de la Mancha o el canal de Kiel, por mencionar solo algunos.
- Datos: Q1757209
- Multimedia: Shipping lanes / Q1757209